# Garde des Sceaux, ministre de la Justice (république du Congo)
Pour les autres articles nationaux ou selon les autres juridictions, voir ministre de la Justice.
Pour les articles homonymes, voir Ministère de la Justice et garde des Sceaux.
Le garde des Sceaux, ministre de la Justice de la république du Congo est l'un des ministres du gouvernement de la république du Congo. Il est chargé de la gestion des juridictions au ministère de la Justice.
Depuis le 22 août 2017, le garde des Sceaux, ministre de la Justice est Aimé Ange Wilfrid Bininga au sein du gouvernement Mouamba II. Il y porte également les attributions des Droits humains et de la Promotion des peuples autochtones. 

## Ministres de la Justice de la république du Congo
| Nom                       | Début          | Fin           |
| Gabriel Entcha-Ebia       | 7 janvier 2005 | 3 mars 2007   |
| Aimé Emmanuel Yoka        | 3 mars 2007    | 30 avril 2016 |
| Pierre Mabiala            | 30 avril 2016  | 22 août 2017  |
| Aimé Ange Wilfrid Bininga | 22 août 2017   | en cours      |